# クイックタイムイベント

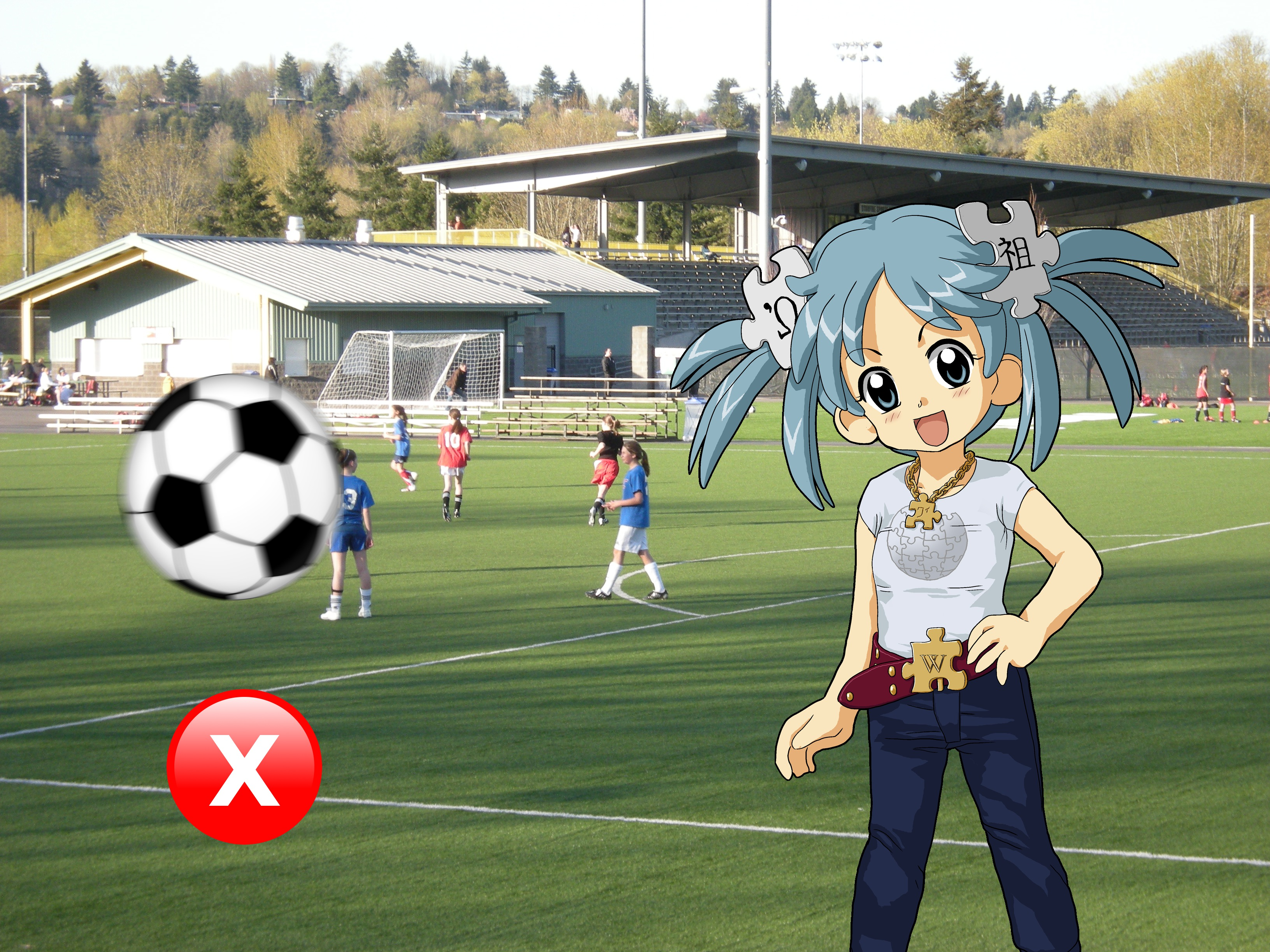
クイックタイムイベントの表示の一例。右のキャラクターに向かってサッカーボールが飛んできている。コントローラの「Xボタン」を時間内に押すことによって、右のキャラクターは向かってくるボールを避ける、あるいは飛んできた方向に返すことができる。時間内に押せなかったり、間違って違うボタンを押してしまった場合はボールが右のキャラクターに直撃することになる

クイックタイムイベント (Quick time event) は、コンピュータゲームの用語。画面上に指示が出た直後にプレイヤーがアクションを起こし、その成否で展開が変化する方法。頭文字をとって「QTE」とも表記される。

## 概要
QTEは一般に、コンピュータゲーム（以下、単に「ゲーム」と表記）中の特定場面で、通常の操作ではできない行動の演出に使用される。多くの場合、画面に押すボタンやスティックを倒す方向が視覚的に表示され、制限時間内に正確に入力できたか否かで異なる展開になる。それ以外にもボタン連打や押しっぱなし、スティックを回転させたり素早く振ったりするというものもあり、複数回連続して発生することすらある。
大別すると、良いことを起こすためのものと、悪いことを回避するためのものの2種類がある。アクションゲームで具体例を説明すると、技を出した後にQTEが発生し、成功すると追加ダメージを与えるといったものが前者、突然罠が起動し、発生したQTEを成功させると回避、失敗するとダメージを受けるか即死するといったものが後者にあたる。それ以外には、演出が変わるのみで特に影響が無いものもある。
QTEはプレイの簡略化や表現の幅を広げるといった効果があり、積極的に採用されるようになっていったが、さまざまな弊害もあり、賛否が分かれるシステムになっている。

## 歴史
1980年代に、『ドラゴンズレア』に代表される、レーザーディスク (LD) に記録された映像を利用した「LDゲーム」というジャンルが登場した。これらは、ゲームが単純なドット絵で表示されるなど技術的な制限が大きかった時代に、テレビアニメと同様の映像を使用できた。ゲーム内容は、再生される映像を観ながら数秒おきに正しいボタンを押してエンディングまでゲームを進めるといったものだった。これはQTEの原点とも言えるが、LDゲームの場合はメディアとハードの仕組み上再生する場面を切り替えることしかできないため、必然的に全編QTEにせざるを得なかったという点で、現代におけるQTEとは異なる。日本国内における同ジャンルの作品には『クリフハンガー』『サンダーストーム』『ロードブラスター』『忍者ハヤテ』『宇宙戦艦ヤマト』『タイムギャル』などがある。
その後、『ダイナマイト刑事』などQTEを効果的に使用したゲームが登場し、1999年にはドリームキャスト用として『シェンムー』が発売される。『シェンムー』では、今日一般的に見られるような形でのQTEが導入された。『シェンムー』の製作者である鈴木裕は、「ゲームプレイと映画の融合」を提供し、「Quick Time Event」という言葉の製作者と評価されている。なお、同作の説明書では「クイック・タイマー・イベント」と呼ばれていたが、この後は「クイックタイムイベント」として、あらゆるハードやソフトで同様のシステムが取り入れられていくこととなる。

## 採用とその評価
QTEには、プレイヤーと批評家双方からのさまざまな意見がある。QTEは上手く使えばムービーや演出の効果を高めることができ、『シェンムー』でのQTEはムービーからQTEへロードなどを挟まずにシームレスに移行し、QTEの場面は「ゲーム中最もスリリング」とも評された。その一方、QTEはしばしば成功するまで展開を滞らせ、プレイの単純化や作業化をもたらすため、「アクションゲームにおける害悪」とすら評される。QTEに失敗したら死ぬということから、「Press X to not die」という言葉がQTEを象徴する言葉として使われている。また、いつQTEが起こるかもしれないと緊張させたり、突発的なQTEに苛立たせられることもある。
QTEはムービーでもよく使われ、例えば『バイオハザード4』では、プレイ場面とムービーをシームレスにつなげ、ムービー中にもプレイヤーがゲームから離れないように使用されている。同作での代表的な例は主人公と敵がナイフで戦う場面で、ムービー中に会話が続けられる中で何度か攻撃を受け、その都度表示されたボタンを押して防がねばならず、失敗すると主人公は殺されてしまう。こういった使い方は、せっかく作ったムービーを、一度観た後でもスキップさせないという効果があるが、QTEに失敗して死んだ場合はまた最初からムービーを観なければならなくなる。さらに、こういう使われ方をされると、ムービーの内容よりもQTEの表示の方に集中するようになり、肝心のムービーが頭に入らないという本末転倒なことにつながってしまう恐れがある。
ムービー中にQTEを使用するもう1つの問題点に、場面の重要性や感情の発露を1つのボタン操作に単純化してしまうがために、シーンの意味合いを矮小化してしまうというものがある。この問題は『コール オブ デューティ アドバンスド・ウォーフェア』で提起され、序盤における戦友の葬儀において、プレイヤーはボタンを押すことで敬意を払うことを強制される（詳細は「Fを押して敬意を払え」を参照）。この種のインタラクションを強要するのは稚拙なストーリーテリングだと見なれており、もしプレイヤーを主人公に感情移入させたいのであれば、特別なアクションを必要とさせないか、あるいは逆にプレイヤーにもっと自由さを与えるべきであったと指摘する意見もある。
失敗したら即死やペナルティではなく、積極的な攻撃に使われるQTEもある。『ゴッド・オブ・ウォーシリーズ』や『ニンジャブレイド』などに使われているのが代表例で、多くはボス敵への止めといった見せ場に使用される。戦術的優位性を得るためといったものもあり、一例として『Gears of War 2』では円形のエレベーターに乗っている場面で、コントロールパネルのQTEによって敵よりも高所を確保できるといったものがある。
より進んだゲームでは、ムービー内のQTEがその先のストーリーに影響を与えるといったものもある。『Mass Effect 2』および『Mass Effect 3』では、ムービー中でも操作キャラクターに英雄的行動を取らせるか否かといった選択が発生する。『ウォーキング・デッド』では、戦闘以外でも会話などでの決断に時間制限があり、緊張感を高めると共に選べないと後の展開に影響が出ることがある。
ゲームによっては、QTEがプレイの中心になっていたり、全体がQTEの集合体のようなものもある。『ファーレンハイト』などクアンティック・ドリームの制作したゲームにはそういった独特な作品が多く、より直感的な操作ができるPlayStation Moveに対応可能な、『HEAVY RAIN 心の軋むとき』でさらに顕著になった。『HEAVY RAIN』では、全編にゲームとしては不要だったり、多少失敗しても問題が生じなかったりするQTEが無数にちりばめられており、プレイヤー独自の物語を演出するといったものが多い。レセプションで、早々にこういったQTEに疑問を持った批評家たちから、ディレクターのデイヴィッド・ケイジはゲームについて必死に釈明することになった。
QTEは元々、通常の操作では難しいか不可能なアクションや演出に用いられ、そこで効果を発揮してきた。しかしグラフィックや操作法、物理演算エンジンやAIなどの進歩によって、より進化したゲームが登場するにしたがい、かつてはQTEで行っていたものが通常のプレイで行えるようにもなっている。かつて『ロードブラスター』では、再生映像内で車をQTEによって操作し、暴走や破壊が行われていたが、より進化したゲームである『バーンアウト パラダイス』などでは、直接車を操作して同様のことが行える。『ドラゴンズレア』にしても、『Dragon's Lair 3D: Return to the Lair』で3Dアクションとして初代の再現を試みている。